# A Traição das Imagens
A Traição das Imagens (em francês:  La trahison des images) é uma pintura do pintor surrealista belga René Magritte. Este quadro, uma das obras-primas surrealistas do artista, está atualmente no Museu de Arte do Condado de Los Angeles (LACMA), Califórnia e é considerado um ícone da arte moderna. O quadro, pintado em 1929, faz parte de uma série, na qual a imagem realista é acompanhada pela inscrição Ceci n'est pas une pipe (pronúnciaⓘ) que em português significa Isto não é um cachimbo. Fortemente influenciado pela psicologia freudiana, o surrealismo representou uma reação contra o "racionalismo". A Traição das Imagens desafia a convenção linguística de identificar uma imagem de algo como a coisa em si. A princípio, o ponto de Magritte aparece simplista, quase ao ponto de uma provocação: "Uma pintura de um cachimbo não é um cachimbo". Na verdade, este trabalho é extremamente paradoxal. O seu estilo realista e o subtítulo remete para um anúncio publicitário, uma área em que Magritte teria trabalhado.
René Magritte nega aquilo que estamos a ver. A uma primeira análise, o significado desta negação torna-se claro, pois aquilo que estamos a ver não é um cachimbo verdadeiro, mas sim a representação de um cachimbo. Deparamo-nos com um desafio àquilo que se convencionou chamar de "cachimbo", pois a nossa imagem de cachimbo está negada. Magritte como que esvaziou de sentido aquilo que entendemos como sendo a palavra "cachimbo". Não podemos identificar esta representação com aquilo que é o objeto, gerando-se, assim, um conflito de mensagens. Este quadro pode, portanto tratar-se de um exemplo de paródia, na medida em que até à leitura da legenda, o espectador não tem dúvida que se trata de um cachimbo. Este objeto que reconhecemos como sendo, então, a representação de um cachimbo, afinal não é o que estamos a pensar. A associação que fazemos entre a ideia de cachimbo e aquilo que entendemos como sendo um cachimbo está negada.
A imagem, aqui, é o "ícone" de um cachimbo, já que realmente "se parece" com um cachimbo e portanto permite uma "excitação análoga na mente" de quem vê. A questão impele-nos a pensar que imagens diferentes evocam diferentes analogias na mente de quem vê, analogias que variam conforme o grau de excitação provocada pela imagem.